# Xanthorhoe tricolorata
Xanthorhoe tricolorata là một loài bướm đêm trong họ Geometridae.